# Edna de Lima

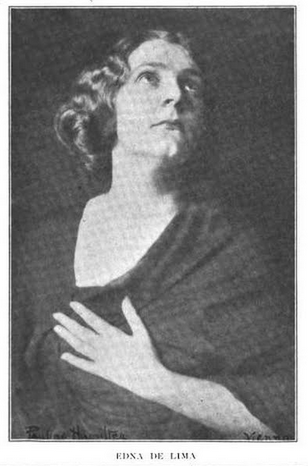
Edna de Lima, 1917

Edna de Lima, geboren als Edna Burton, (* 15. Juli 1879 in Lima, Ohio; † 23. April 1968 in Mystic, Connecticut) später bekannt als Edna Burton Van Dyke, war eine US-amerikanische lyrische Sopranistin und Übersetzerin.

## Leben und Werk
Edna Burton stammt aus Lima, Ohio, daher auch ihr Künstlername. Ihre Eltern waren Enos G. Burton und Emma Jane Brown Burton. Sie ging nach Paris, um bei Marcella Sembrich und Jean de Reszke Gesang zu studieren.
Erste Auftritte sind 1910 im Royal Opera House Covent Garden in London verzeichnet, und zwar in den Opern  Louise, Les Huguenots, Faust und La bohème. Am 24. Januar 1911 debütierte in einer kleinen Rolle in Meyerbeers Le prophète an der Wiener Hofoper. Im Oktober desselben Jahres kehrte sie nach Wien zurück und blieb Ensemblemitglied der Hofoper bis Juni 1914. Sie sang in Wien größere und kleinere Rollen aus dem gesamten Repertoire des Hauses. So war sie als Mimì in La bohème zu sehen und zu hören, als Micaëla in Carmen, als Barbarina in Le nozze di Figaro, als Urbain in Les Huguenots und als Lola in Cavalleria rusticana. Des Weiteren sang sie kleinere Partien wie den jungen Hirten in Tannhäuser und der Sängerkrieg auf Wartburg, die Wellgunde in Der Ring des Nibelungen oder eines der Blumenmädchen in Parsifal, der ihr letzter Auftritt in Wien am 22. Juni 1914 war.
In den Vereinigten Staaten war sie erstmals im Oktober 1916 in der New Yorker Aeolian Hall zu hören. Nach ihrem Konzertdebüt in Chicago 1917 notierte ein Kritiker, „die Natur sei großzügig zu Mme. de Lima gewesen, indem sie ihr neben der kristallernen Reinheit der Stimme auch persönliche Attraktivität und Anmut im Auftreten verlieh.“ Während des Ersten Weltkriegs trat sie bei Benefizveranstaltungen für Liberty Bonds, amerikanische Kriegsanleihen, und für das Amerikanische Rote Kreuz auf. Als sie im Sommer 1918 bei Stadionkonzerten in New York auftrat, wurde sie als „vormaliges Mitglied der Wiener Oper“ angekündigt.
1923 ist ein Bühnenauftritt in Gounods Faust in London verzeichnet. 1925 hatte sie Auftritte in Südafrika.
Sie übersetzte auch Liedtexte für Konzertsänger, darunter Margaret Matzenauer.

## Persönliches
1908 heiratete Edna Burton in Paris den Ölmagnaten John Wesley Van Dyke, unter der Bedingung, dass sie ihre musikalische Karriere fortsetzen durfte. Als ihr Mann 1939 starb, wurde sie in seinem Nachruf nicht erwähnt. Als jedoch ihre Schwester Elma Burton Baxter im Jahre 1960 starb, wurde „Mrs. Edna Van Dyke“ im Nachruf mit Wohnsitz New York City aufgeführt. Edna Burton VanDyke starb 1968 im Alter von 88 Jahren in einem Genesungsheim in Mystic, Connecticut, wo sie sich die letzten beiden Jahren aufhielt. Sie lebte vorher in Old Lyme.